# Stranzinger
Stranzinger (Eigenschreibweise in Versalien) ist eine österreichische Rockband, die von Reinhard Stranzinger 1985 gegründet wurde und seinen Namen trägt. Markenzeichen von Stranzinger ist die Symbiose von Rock-Musik und Dialekt-Texten.

## Reinhard Stranzinger
Reinhard Stranzinger wurde 1960 in Braunau am Inn geboren. Neben seiner Band „Stranzinger“ spielte er unter anderem von 1991 bis 1994 bei Hubert von Goisern den Original Alpinkatzen, von 2003 bis 2009 bei Drahdiwaberl, bei Supermax von 2004 bis 2011 sowie seit 2010 bei der Ersten Allgemeinen Verunsicherung.

## Bandgeschichte

### Die Anfänge
In der Urformation von Stranzinger wirkten folgende Musiker mit: Reinhard Stranzinger (Gitarre und Gesang), Markus Peitli (Bass) und Ali Halmatoglu (Ali Khan) (Schlagzeug). In der nächsten Besetzung, die sich 1987 formierte, spielten neben Reinhard Stranzinger Markus Peitli, Axel Misera (Gitarre), Christian Gschneitner (Keyboard) und Iwan Iwantscheff (Schlagzeug).

### Ois oda nix
Nachdem sich Hubert von Goisern Ende 1994 in eine Schaffenspause verabschiedet hatte, reaktivierte Reinhard Stranzinger seine eigene Band. Mit Andi Wingert, Markus Peitli und Walter Cikan (Bass), Clemens Marx (Gitarre), Christian Gschneidner (Keyboards) und Louis Goldblum (Schlagzeug) wurde auch das Stranzinger-Debüt-Album „Ois oda nix“ (BMG Ariola) aufgenommen. Anschließend begleitete Stranzinger John Mayall & The Bluesbreakers 1997 auf einer Tournee durch Österreich, Deutschland und die Schweiz. Reinhard Stranzingers Mitmusiker waren Markus Peitli (Bass), Christian Gschneidner (Keyboards) und Wolfgang Maier (Schlagzeug).
Nach der Tournee mit John Mayall & The Bluesbreakers, kehrte Reinhard Stranzinger mit Stranzinger wieder zurück zu seinen Wurzeln und trat auf in Form eines klassischen Rock-Trios. Mit dabei waren Markus Peitli (Bass) und Thomas Fent (Schlagzeug). In dieser Besetzung spielte Stranzinger als Support von Wolfgang Ambros diverse größere Festivals in Deutschland, u. a. das Bardentreffen in Nürnberg. Danach übersiedelte Reinhard Stranzinger aus familiären Gründen von Braunau am Inn nach Wien.

### Neubeginn in Berchtesgaden
Auf Wunsch eines alten Freundes kehrte Reinhard Stranzinger mit Stranzinger bei einem Musik-Festival in Berchtesgaden in der Besetzung Wolfgang Laab (Gitarre), Jan-Luc Johanni (Schlagzeug) und Werner Karall (Bass) wieder auf die Bühne zurück. Es folgten Konzerte mit Bands wie Deep Purple (Stadthalle Wien), Toto (Burg Clam) sowie Festivalauftritte wie z. B. beim Donauinselfest 2004. Das Jahr 2007 brachte eine umfassende Umbesetzung – David Pernsteiner übernahm das Schlagzeug, während sich Christoph Navratil als Bassist um die tiefen Töne kümmerte. Anton Spreitzer und später Christoph Kögler vervollständigten als Orgler die Besetzung. In den folgenden Jahren teilte Stranzinger die Bühne unter anderem mit Status Quo, Uriah Heep  und Supermax.

### Wir san ned aus Zucker
Nach einem gemeinsamen Konzert mit Uriah Heep bekam Stranzinger von Robert Hafner das Angebot, in seinem Studio ein Album zu produzieren. Das Ergebnis sind elf Songs, die auf dem Album „Wir san ned aus Zucker“ (Hoanzl) seit dem 14. Oktober 2011 im Handel erhältlich sind. Wie bereits auf dem Vorgänger-Album zeigt Stranzinger, wie gut sich laute Gitarren und Mundart-Texte vertragen. Christoph Kögler schied unmittelbar nach den Aufnahmen aus und seither bestreitet Stranzinger die Auftritte als Power-Trio.

## Diskografie

### I brauch mein’ Rock ’n’ Roll (2024–2025)
1. Da Nochtbus
2. I brauch mein’ Rock ’n’ Roll
3. Da Stranzinger
4. Heit koa Zeit
5. Du tanzt net nur für mi
6. Zoihn, zoihn
7. Prince of California
8. Oba net mit mir
9. Gsicht aus Stoan
10. So mecht i bleibm
11. Ois neich

### Wir san ned aus Zucker (2011)
1. Oamoi
2. Wir san ned aus Zucker
3. Gib ma Dei Feuer
4. Weit weg
5. Deine roten Hoar
6. Ui is des schee
7. Rosalie
8. Django
9. Amerika
10. An Schriatt z’weit
11. Feindfahrt

### Ois oda nix (1997)
1. Da Teifi sois hoin
2. Ois oda nix
3. I hoit di
4. Rock’n’Roll Star
5. Die Sunn
6. Es geht auf
7. Working Class Hero
8. Deine roten Hoar
9. Rastlos
10. An Schriatt z’weit
11. Woat auf mi
12. Voda
13. Das Tier in mir